# キカナイト
『キカナイト』（英: KIKA★KNIGHT）は、フジテレビ系列で2011年7月5日から2012年9月21日まで放送されていたバラエティ番組。2011年には、2回のパイロット版の放送を経て、レギュラー化された。

## 概要
8人の騎士（ナイト）が聞いて聞いて聞きまくるだけの番組。
本番組は、まず2011年4月に『DO!深夜』枠で『イメージア』と題して放送された。同年5月に番組名を『キカナイト』と改めて特番第2弾が放送されたが、これが好評を博し、7月からの『バラパラ』枠でのレギュラー放送が決定して、2011年7月5日から2012年3月20日まで毎週火曜日 23:00 - 23:30（JST）に放送されていた。レギュラー放送開始を報じるマスコミに、AKB48の「神7」となぞらえて、番組MC8人が「（お笑い界の）神8」と紹介された。
レギュラー放送開始当初はほぼ毎回ゲストを呼んでいたが、第17回以降はレギュラー8人だけで行う企画が増え、末期にはレギュラー8人が様々な企画に挑むという形になった。
2012年4月から本番組は火曜23時台から金曜23時台へ移動、番組名も『キカナイトF』（キカナイトエフ、英: KIKA★KNIGHT F）と改題されて、2012年4月20日から9月21日まで毎週金曜日 23:00 - 23:30（JST）に放送されていた。
2012年9月21日の放送をもって、約1年3ヶ月のレギュラー放送の歴史に幕を下ろした。
『キカナイト』時代は開始当初すぐにローカルスポットが流れその後ネットセールスに入っていたが、『キカナイトF』へリニューアルされてからは逆で最初にネットセールスを消化してから終盤にローカルスポットが流れていた。

## 出演者

### MC
- さまぁ〜ず（三村マサカズ・大竹一樹） - メインキャスト
- バナナマン（日村勇紀・設楽統）
- おぎやはぎ（小木博明・矢作兼）
- 有吉弘行[8]
- 山崎弘也（アンタッチャブル）

テロップカラーは、三村…青、大竹…水色、日村…黄色(濃い黄色)、設楽…橙、小木…緑、矢作…黄緑、有吉…紫、山崎…藤色。

### 進行
- 中野美奈子[8]（当時フジテレビアナウンサー）（特番、2011年7月5日 - 2012年6月29日、2012年7月27日）

- 加藤綾子[9]（当時フジテレビアナウンサー）（2012年7月6日 - 7月20日、9月14日 - 9月21日）
- 三田友梨佳（フジテレビアナウンサー）（2012年8月3日、8月24日 - 9月7日）
- 山﨑夕貴（フジテレビアナウンサー）（2012年8月17日）

## コーナー

### わくわくシタランド
レギュラー放送第17回より開始。
設楽司会。「中堅芸人よ、もっともっと熱くなれ!」をテーマに、残りのメンバーでゲームに挑戦。最下位はシタラクション（罰ゲーム）を受けさせられる。毎回有吉が設楽に反抗して、設楽に叩かれるのが恒例となっている。
ホッチキスゲーム
ホッチキスを知らない人に説明するように、1人ずつクジで選ばれた物を30秒で説明する。観客50人がわかりやすかったかどうかを判定。逆クライマックスシリーズ制と称し、7人中支持数が低かった3人が違うお題で再度挑戦。3人中支持数が一番少なかった人が罰を受ける。
なぞなぞウォーズ
7人を3人と4人の2組に分けてなぞなぞに挑む。1問正解で勝ち抜け。設楽が解答者の席まで赴き連続して何回も同じ人の早押しボタンを勝手に押し、何も答えが浮かばない解答者を混乱に陥れるのを目的にすることが多い為、お手付きや解答権失効は無いが、問題の制限時間は設楽の裁量で決められる。各組最後まで残った1人が最下位決定戦に進む。最下位決定戦は2問先取で行い、敗者が罰を受ける。
また、スタジオで待機しているプレイヤーがアクションを行い出題する「アクションなぞなぞ」も出題される。
第5弾では7人に加え2人の刺客ゲストも参戦。3人×3組で行い、最下位決定戦には3人が進むことになる。
なぞなぞウォーズ シーズン2
初回はこれまでの平均解答時間下位2名、2回目以降は前回のブービーと最下位が最初から参加、残るプレイヤーは設楽がランダムに選んだ1人が参加。1問正解で勝ち抜けとなり、同様に残るメンバーから1人を補充する。最後まで残った1人が体には良いが非常に苦いジュースを飲む罰を受ける。
なぞなぞウォーズ シーズン3
7人に加え刺客を含めた8人が一斉に対決。1問正解で勝ち抜け。ただし、刺客に先に抜けられてしまった場合は罰として「本気で言うことが恥ずかしい事をカミングアウト」する罰を受ける。また、本気で言わなかった場合は激苦ジュースを飲まされる。刺客は抜けた時点で残っていたレギュラー陣1人につき1万円の賞金を獲得。

### おはなし処食いつき亭
レギュラー放送第18回より開始。
メンバー各々が“食いつきそう”なお題をもちよってトークする。もうお腹いっぱい（もう十分）になったらボタンを押し強制終了となる。しかしルールは曖昧で11月29日放送分では三村が早々とボタンを押されたが結局最後まで話せた。

### 試してみなくちゃ分からない!テスティールーム
レギュラー放送第32回より開始。
有吉が責任者（司会）。キカナイトメンバー7人が被験者（テスティー）となり、一般的には信じがたい学説や俗説を体を張って検証する。視聴者と観客へは実験内容が伝えられるが、テスティー達には先入観による変化を防ぐため情報を一切与えずに実験してもらう。また、比較実験では3人の組と4人の組に分かれ、一方は実験内容に沿って行い、もう一方は何もしないで実験に挑んでもらう。
キカナイトメンバー7人のTシャツカラーは大竹：黄、三村：橙、設楽：赤、日村：紫、小木：紺(黒)、矢作：青、山崎：緑。

### ミム・カフェ
レギュラー放送第40回より開始。
三村が店長（司会）。女性だけではなく男性も食べたくなるような「がっつきたくなるスイーツ」を賭けてゲームに挑戦する。この企画のみ井戸田潤（スピードワゴン）がナレーションを務める。
勝ち残りスイート&シャウト
指定された文字で始まる甘い食べ物や料理、商品などを答えていく（濁点や半濁点がついていても構わない）。順番は大竹→日村→設楽→矢作→小木→山崎→有吉、判定や勝者の決定は三村が行う。但し、三村の判断基準が曖昧な部分もある為突然勝者が決まることもある。制限時間は1人20秒。最後まで残った人がスイーツを獲得。
多数決が勝ちスイート&シャウト
指定されたテーマに合う答えを一斉に解答。一番多い答えを答えた人のみ生き残り、最後まで残った2人がスイーツを獲得。ただし、全員の解答がバラけた場合、残り4人の時点で2対2に割れるなど2人に決まらなかった場合は脱落した人も含め再度ゲームを行う。

### めくって食べちゃえ!グルめくり
レギュラー放送第42回より開始。
中野・加藤・三田が単独で進行。三村チーム（三村・日村・矢作・有吉）と大竹チーム（大竹・設楽・小木・山崎）による対抗戦、第2回からは各チーム1人ずつゲストも加わる。ゲームごとにディーラーチームとプレイヤーチームに分かれる。ゲーム前にディーラーチームはカードを引く代表者を決定。プレイヤーチームがヘッドホンを装着し後ろを向いている間にディーラーチームで相談し、1枚の「GETカード」と5枚の「ハズレカード」をカード立てにセットする。セットの仕方は何でもよく、カードを1枚だけ離して置いたり横にして置くのも構わない。
カードセット後プレイヤーチームはGETカードがどこにあるかを推測する。チームで相談することも可能だが、基本的に代表者が全決定権を持つ。GETカードを引くことができれば勝利となり絶品料理を堪能。ハズレカードを引いた場合はハズレカード1枚を減らしディーラーチームとプレイヤーチームを交替して続行する。

### ゲストが知りたいアンケート! キカナイト4択
MCの1人が自ら「イメージ調査」とその答えとなる4つの選択肢を考え、他のメンバーやゲストが、一般人100人にアンケートした結果を予想する。ゲストに自分に対する世間の率直なイメージを学んでもらう趣旨である。

### 調べてみなくちゃ分からない! 裏取りイメージ調査
出演者8人が勝手に思っていることを、真実か思い込みか裏取りする。

### 直撃!アイツ絶対 俺のこと好き!
「自分のことを好きかも知れない」と思う相手に、実際にその人に好意を持っているのか確かめる。調査や打ち合わせと偽って、その人物を呼び出してスタッフが聞きだし、対象が答えた「男として好きな芸人ベスト3」に入れば両思い。入らなければ思い込みとなる。

### 絶対ブレイク!矢作の流行通信!からまにゃそんそん!
矢作司会。今後ブレーク確実なゲストを迎え、売れる前に仲良くなっておこうというコーナー。

### 出オチ仮装大賞!
レギュラー放送第23回、53回に放送
1回目は大竹司会。残りの7人に仮装してもらい一番得点が低い人が仮装にかかった費用を全額自腹で支払う。
2回目は大竹も参加し、8人で仮装し一番得点が低い人が他の7人に慰めの言葉をかけてもらう。
採点方法はお客さん1人1点で40点以上で合格、50点で満点となる。合格すると中野アナ、加藤アナから金メダルがもらえるなど『欽ちゃんの仮装大賞』のパロディとなっている。
本家とは違い最下位にならなければいいので合格・不合格はあまり意味がない。

### 単発企画
現在の所、1度しか放送されていない企画。

#### ゲストの魅力!掘ったらあるかも会議
レギュラー放送第10回に放送

#### スター!ゴキゲントークショー
レギュラー放送第13回に放送

#### 一致団結!ビューティークイズ
レギュラー放送第26回に放送
有吉司会。オッサンばかりの汚い画では視聴者が喜ばないということで美的センスを磨くため絵画や書道の見極めクイズを出題。
二択問題を7人に出題し多数決で解答。2問連続正解で賞品獲得となるが、不正解の場合連帯責任としてルーレットで選ばれた1人が「汚ねぇアイアンクロー（臭いにおいつき）」を受ける。

#### トラップイングリッシュ
レギュラー放送第30回に放送
矢作司会（サラリーマン時代に海外勤務経験あり）。これからの時代を生きるには英語が不可欠ということで実用英会話をテーマにしたクイズを出題。
1人ずつ簡単な日常会話を英語で行った後、入国審査を模したセットで英語の質問文を聞き、YESかNOかで答える。文章を正しく聞き取り正しい返答をすれば成功となりカメハメハ大王のセットで撮影。間違えると質問文通りにお仕置きを受ける（「あなたに水をかけてもいいですか?」にYESと返答すれば水をかけられる、「熱々の小龍包を一口で食べれないよね?」にNOと返答すれば熱々小龍包を食べさせられるなど）。

#### THEディスカス
レギュラー放送第31回に放送
中野単独で進行。芸人たるもの口達者であるべきということで、ディスカス（簡易討論）を行いNo.1を決める。8人によるトーナメントで争われ、1戦につきで1対1で対戦。提示された2択の質問（例:一生食べるならどっち? カレーorラーメン）に対しそれぞれがどちらなのかを選択。ただし、2人が同じ選択肢を選んだ場合はノーディスカスとなり次のテーマに移る。意見が分かれた場合、制限時間60秒以内（決勝は90秒）に自分の選択について意見を述べ相手と討論をする。討論終了後、どちらの意見に納得させられたかスタジオの50人に判定してもらいポイントを多く獲得した方が勝者となる。
初代王者は、設楽。

#### カバンの中身フリースタイル選手権
大竹が「ジャッジ大竹」として司会、三田アナが「ジュリー三田」として進行、実況は矢野武。提示されたテーマに合った物を自らのカバンの中から取り出して見せる。提示し終えた後大竹がどちらがよりテーマにあったかを判定。第1組（2人）、第2組（2人）、第3組（3人）の勝者が決勝に進み、決勝戦で勝利した人は金メダル風キーホルダー「金ホルダー」をカバンにつけることができるが、負けた場合は臭いにおいがする「臭ホルダー」をつけて帰らなければならない。
また、判定に異議がある場合はアマチュアレスリング風にスポンジを投げてチャレンジを宣言することができる。宣言した場合は三田が再び判定を行い、判定が覆った場合は延長戦を実施。判定が覆らなかった場合は付ける臭ホルダーが2つになってしまう。決勝戦では大竹と三田の票が割れた場合、残った2人による延長戦。行使者でない人が負けた場合は臭ホルダー1個、行使者が負けた場合は2個つけなければならない。

#### ダミリーレストラン
深夜枠の「キカナイト ミッドナイト」にて放送
有吉が「ダミリー有吉」として支配人（司会）を務め、美食家チーム（大竹、設楽、矢作）とバカ舌チーム（三村、日村、小木、山崎）による対決を行う。チームごとに5品の料理が出され、出された料理がダミー（チェーン店の料理）かNOTダミー（高級料理店の料理）かを当てる。1つ正解につき1ポイントが与えられるが、会場に隠されているダミーを見つけると有吉の裁量でボーナスが加算される。負けチームは食事代をチームメンバーで割り勘して支払う。

## ネット局と放送時間

### 特番
| 放送対象地域 | 放送局          | 系列           | 放送日時                    | 放送日時                   | 放送日時                    | 遅れ   |
| 放送対象地域 | 放送局          | 系列           | 『イメージア』              | 『キカナイト』             | 『キカナイト ミッドナイト』 | 遅れ   |
| ------------ | --------------- | -------------- | --------------------------- | -------------------------- | --------------------------- | ------ |
| 関東広域圏   | フジテレビ (CX) | フジテレビ系列 | 2011年4月16日 26:25 - 28:23 | 2011年5月2日 25:10 - 27:10 | 2012年4月8日 25:10 - 26:10  | 制作局 |

### 第1シリーズ『キカナイト』
| 放送対象地域   | 放送局                   | 系列                          | 放送日時           | 遅れ       |
| -------------- | ------------------------ | ----------------------------- | ------------------ | ---------- |
| 関東広域圏     | フジテレビ (CX)          | フジテレビ系列                | 火曜 23:00 - 23:30 | 制作局     |
| 北海道         | 北海道文化放送 (uhb)     | フジテレビ系列                | 火曜 23:00 - 23:30 | 同時ネット |
| 岩手県         | 岩手めんこいテレビ (mit) | フジテレビ系列                | 火曜 23:00 - 23:30 | 同時ネット |
| 宮城県         | 仙台放送 (OX)            | フジテレビ系列                | 火曜 23:00 - 23:30 | 同時ネット |
| 秋田県         | 秋田テレビ (AKT)         | フジテレビ系列                | 火曜 23:00 - 23:30 | 同時ネット |
| 山形県         | さくらんぼテレビ (SAY)   | フジテレビ系列                | 火曜 23:00 - 23:30 | 同時ネット |
| 福島県         | 福島テレビ (FTV)         | フジテレビ系列                | 火曜 23:00 - 23:30 | 同時ネット |
| 新潟県         | 新潟総合テレビ (NST)     | フジテレビ系列                | 火曜 23:00 - 23:30 | 同時ネット |
| 長野県         | 長野放送 (NBS)           | フジテレビ系列                | 火曜 23:00 - 23:30 | 同時ネット |
| 静岡県         | テレビ静岡 (SUT)         | フジテレビ系列                | 火曜 23:00 - 23:30 | 同時ネット |
| 富山県         | 富山テレビ (BBT)         | フジテレビ系列                | 火曜 23:00 - 23:30 | 同時ネット |
| 石川県         | 石川テレビ (ITC)         | フジテレビ系列                | 火曜 23:00 - 23:30 | 同時ネット |
| 福井県         | 福井テレビ (FTB)         | フジテレビ系列                | 火曜 23:00 - 23:30 | 同時ネット |
| 中京広域圏     | 東海テレビ (THK)         | フジテレビ系列                | 火曜 23:00 - 23:30 | 同時ネット |
| 近畿広域圏     | 関西テレビ (KTV)         | フジテレビ系列                | 火曜 23:00 - 23:30 | 同時ネット |
| 島根県・鳥取県 | 山陰中央テレビ (TSK)     | フジテレビ系列                | 火曜 23:00 - 23:30 | 同時ネット |
| 岡山県・香川県 | 岡山放送 (OHK)           | フジテレビ系列                | 火曜 23:00 - 23:30 | 同時ネット |
| 広島県         | テレビ新広島 (TSS)       | フジテレビ系列                | 火曜 23:00 - 23:30 | 同時ネット |
| 愛媛県         | テレビ愛媛 (EBC)         | フジテレビ系列                | 火曜 23:00 - 23:30 | 同時ネット |
| 高知県         | 高知さんさんテレビ (KSS) | フジテレビ系列                | 火曜 23:00 - 23:30 | 同時ネット |
| 福岡県         | テレビ西日本 (TNC)       | フジテレビ系列                | 火曜 23:00 - 23:30 | 同時ネット |
| 佐賀県         | サガテレビ (STS)         | フジテレビ系列                | 火曜 23:00 - 23:30 | 同時ネット |
| 長崎県         | テレビ長崎 (KTN)         | フジテレビ系列                | 火曜 23:00 - 23:30 | 同時ネット |
| 熊本県         | テレビくまもと (TKU)     | フジテレビ系列                | 火曜 23:00 - 23:30 | 同時ネット |
| 鹿児島県       | 鹿児島テレビ (KTS)       | フジテレビ系列                | 火曜 23:00 - 23:30 | 同時ネット |
| 沖縄県         | 沖縄テレビ (OTV)         | フジテレビ系列                | 火曜 23:00 - 23:30 | 同時ネット |
| 大分県         | テレビ大分 (TOS)         | 日本テレビ系列 フジテレビ系列 | 火曜 16:24 - 16:53 | 7日遅れ    |

### 第2シリーズ『キカナイトF』
| 放送対象地域   | 放送局                   | 系列                                         | 放送日時           | 遅れ       |
| -------------- | ------------------------ | -------------------------------------------- | ------------------ | ---------- |
| 関東広域圏     | フジテレビ (CX)          | フジテレビ系列                               | 金曜 23:00 - 23:30 | 制作局     |
| 北海道         | 北海道文化放送 (uhb)     | フジテレビ系列                               | 金曜 23:00 - 23:30 | 同時ネット |
| 岩手県         | 岩手めんこいテレビ (mit) | フジテレビ系列                               | 金曜 23:00 - 23:30 | 同時ネット |
| 宮城県         | 仙台放送 (OX)            | フジテレビ系列                               | 金曜 23:00 - 23:30 | 同時ネット |
| 秋田県         | 秋田テレビ (AKT)         | フジテレビ系列                               | 金曜 23:00 - 23:30 | 同時ネット |
| 山形県         | さくらんぼテレビ (SAY)   | フジテレビ系列                               | 金曜 23:00 - 23:30 | 同時ネット |
| 福島県         | 福島テレビ (FTV)         | フジテレビ系列                               | 金曜 23:00 - 23:30 | 同時ネット |
| 新潟県         | 新潟総合テレビ (NST)     | フジテレビ系列                               | 金曜 23:00 - 23:30 | 同時ネット |
| 長野県         | 長野放送 (NBS)           | フジテレビ系列                               | 金曜 23:00 - 23:30 | 同時ネット |
| 静岡県         | テレビ静岡 (SUT)         | フジテレビ系列                               | 金曜 23:00 - 23:30 | 同時ネット |
| 富山県         | 富山テレビ (BBT)         | フジテレビ系列                               | 金曜 23:00 - 23:30 | 同時ネット |
| 石川県         | 石川テレビ (ITC)         | フジテレビ系列                               | 金曜 23:00 - 23:30 | 同時ネット |
| 福井県         | 福井テレビ (FTB)         | フジテレビ系列                               | 金曜 23:00 - 23:30 | 同時ネット |
| 中京広域圏     | 東海テレビ (THK)         | フジテレビ系列                               | 金曜 23:00 - 23:30 | 同時ネット |
| 近畿広域圏     | 関西テレビ (KTV)         | フジテレビ系列                               | 金曜 23:00 - 23:30 | 同時ネット |
| 島根県・鳥取県 | 山陰中央テレビ (TSK)     | フジテレビ系列                               | 金曜 23:00 - 23:30 | 同時ネット |
| 岡山県・香川県 | 岡山放送 (OHK)           | フジテレビ系列                               | 金曜 23:00 - 23:30 | 同時ネット |
| 広島県         | テレビ新広島 (TSS)       | フジテレビ系列                               | 金曜 23:00 - 23:30 | 同時ネット |
| 愛媛県         | テレビ愛媛 (EBC)         | フジテレビ系列                               | 金曜 23:00 - 23:30 | 同時ネット |
| 高知県         | 高知さんさんテレビ (KSS) | フジテレビ系列                               | 金曜 23:00 - 23:30 | 同時ネット |
| 福岡県         | テレビ西日本 (TNC)       | フジテレビ系列                               | 金曜 23:00 - 23:30 | 同時ネット |
| 佐賀県         | サガテレビ (STS)         | フジテレビ系列                               | 金曜 23:00 - 23:30 | 同時ネット |
| 長崎県         | テレビ長崎 (KTN)         | フジテレビ系列                               | 金曜 23:00 - 23:30 | 同時ネット |
| 熊本県         | テレビくまもと (TKU)     | フジテレビ系列                               | 金曜 23:00 - 23:30 | 同時ネット |
| 鹿児島県       | 鹿児島テレビ (KTS)       | フジテレビ系列                               | 金曜 23:00 - 23:30 | 同時ネット |
| 沖縄県         | 沖縄テレビ (OTV)         | フジテレビ系列                               | 金曜 23:00 - 23:30 | 同時ネット |
| 青森県         | 青森テレビ (ATV)         | TBS系列                                      | 金曜 24:20 - 24:55 | 7日遅れ    |
| 宮崎県         | テレビ宮崎 (UMK)         | フジテレビ系列 日本テレビ系列 テレビ朝日系列 | 水曜 24:53 - 25:23 | 12日遅れ   |
| 山口県         | テレビ山口 (tys)         | TBS系列                                      | 木曜 24:50 - 25:20 | 13日遅れ   |
| 大分県         | テレビ大分 (TOS)         | 日本テレビ系列 フジテレビ系列                | 金曜 24:58 - 25:28 | 14日遅れ   |

## スタッフ

### 単発
- 編成企画：高瀬敦也（フジテレビ）
- 構成：大井洋一、山内正之、成瀬正人、小杉四駆郎
- ナレーション：大江戸よし々、山田みほ
- TP：田熊克二
- CAM：松井光太郎
- AUD：吉永哲也
- VE：白波考大
- 照明：安藤雄郎
- 編集：杉山淳
- MA：水野貴浩
- 音効：黒澤隆昌
- 美術デザイン：坪田幸之
- 美術進行：山口武治
- 大道具製作：浅見大
- アクリル装飾：石橋誉礼
- マルチ：持田史武
- 電飾：井野岡利保
- メイク：吉田みわ
- TK：滝本優子
- AP：久田誠司
- AD：村井このみ
- ディレクター：高田直、高橋寛之、流郷敏隆、香西康位、伊達和輝、塩谷泰孝
- 演出：水野達也
- プロデューサー：飯沼美佐子
- 企画制作：フジテレビ
- 製作著作：ジーヤマ

### キカナイト
- 編成企画：高瀬敦也（フジテレビ）
- 構成：大井洋一、オークラ、山内正之、成瀬正人、小杉四駆郎
- ナレーション：大江戸よし々、山田みほ
- TP：田熊克二
- TD / SW：竹内弘佳
- CAM：松井光太郎
- AUD：佐藤博隆（#3 - ）
- VE：白波考大（#1・2・5 - ）
- 照明：安藤雄郎
- 編集：西峰勇一
- MA：丸山晃
- 音効：福永真弓
- 技術協力：八峯テレビ、STUDIO38、フリーダムオブザック
- 美術製作：内藤佳奈子
- 美術デザイン：坪田幸之
- 美術進行：山口武治
- 大道具：岩崎隆史
- 大道具操作：廣瀬隆宏
- マルチ：持田史武
- 電飾：石井誠
- アクリル装飾：芦田知佳
- メイク：吉田みわ
- スタイリスト：藤井エヴィ
- 美術協力：フジアール
- リサーチ：神山敏博
- 広報：小出和人（フジテレビ）
- CG：笠島久嗣（イアリン・ジャパン）
- TK：滝本優子
- AP：久田誠司、山﨑雅恵
- AD：姫野善行
- ディレクター：高田直、伊達和輝、香西康位、高木剛、藤原将人、塩谷泰孝、師岡靖成、高橋誠哉
- 演出：水野達也
- プロデューサー：飯沼美佐子
- 制作：フジテレビ
- 制作著作：ジーヤマ

#### 過去
- AUD：吉永哲也（#1・2）
- VE：大塚高矢（#3・4）
- 大道具操作：高澤幸浩
- 電飾：井野岡利保
- アクリル装飾：石橋誉礼
- ディレクター：伊達和輝

### キカナイトF
- 編成企画：高瀬敦也（フジテレビ）
- 構成：大井洋一、オークラ、山内正之、成瀬正人、小杉四駆郎
- 問題作成：水野圭祐
- ナレーション：三村ロンド
- TP：田熊克二
- TD / SW：竹内弘佳
- CAM：松井光太郎
- AUD：吉永哲也
- VE：白波考大
- 照明：安藤雄郎
- 編集：西峰勇一
- MA：山田一宏
- 音効：福永真弓
- 技術協力：八峯テレビ、STUDIO38、フリーダムオブザック
- 美術製作：内藤佳奈子
- 美術デザイン：坪田幸之
- 美術進行：山口武治
- 大道具制作：岩崎隆史
- 大道具操作：廣瀬隆宏
- マルチ：持田史武
- 電飾：井岡利保
- アクリル装飾：石橋誉礼
- メイク：出口亜希子
- スタイリスト：藤井エヴィ
- 美術協力：フジアール
- リサーチ：田中奈緒
- 広報：小出和人（フジテレビ）
- CG：笠島久嗣（イアリン・ジャパン）
- TK：滝本優子
- AP：久田誠司、山﨑雅恵
- AD：姫野善行
- ディレクター：高田直、高橋寛之、香西康位、高木剛、藤原将人、師岡靖成、高橋誠哉
- 演出：水野達也
- プロデューサー：飯沼美佐子、高橋利一郎
- 制作：フジテレビ
- 制作著作：ジーヤマ